# Omicidio di Alberto Giaquinto

Alberto Giaquinto

L'omicidio di Alberto Giaquinto è stato un fatto di sangue avvenuto a Roma il 10 gennaio 1979. 

## Avvenimenti
Il 10 gennaio 1979, Alberto Giaquinto, studente al terzo anno del liceo scientifico Peano, si trovava in compagnia di alcuni altri militanti del Fronte della Gioventù per ricordare con una manifestazione il primo anniversario della strage di Acca Larenzia nella quale avevano perso la vita tre militanti del Movimento Sociale Italiano. Mentre la manifestazione veniva dispersa, Giaquinto, in compagnia dell'amico Massimo Morsello, si trovò nei pressi di una sede della Democrazia Cristiana a Centocelle. I due vennero raggiunti da una Fiat 128 bianca nella quale si trovavano due poliziotti, di cui uno, Alessio Speranza, sparò al giovane colpendolo alla testa.. Lo stesso giorno, sempre a Roma, morì un altro ragazzo vicino alla destra sociale, Stefano Cecchetti, ucciso da un commando dell'organizzazione terroristica "Compagni organizzati per il comunismo".
Pochi giorni dopo la morte di Giaquinto, un suo amico e compagno di classe rimasto molto turbato dall'accaduto, Mauro Culla, si tolse la vita impiccandosi.

### Ricostruzione iniziale
Le prime notizie riportarono che Giaquinto fosse armato, che si trovasse in loco per dare fuoco alla sede DC di Centocelle e che aveva sparato per primo alla polizia.
La pistola non fu mai trovata, neanche a casa di Giaquinto, perquisita dalla polizia quando la famiglia si trovava all'ospedale San Giovanni dal congiunto in fin di vita.

### L'interessamento di Almirante
Giorgio Almirante storico leader e segretario missino intervenne alla Camera sul caso Giaquinto il 22 gennaio 1979, e lo fece senza giri di parole, accusando il questore di Roma di essere complice dell'assassinio del ragazzo: "Si caccia il capo della polizia perché è scappato Ventura, ma il questore di Roma, che ha tentato di infangare la figura di un giovane assassinato, il questore di Roma che avalla ed incoraggia il colpo alla nuca, il questore di Roma che è complice di un assassinio, deve stare al suo posto". Almirante lamentò inoltre il fatto che nonostante gli esami periziali, si continuasse a sostenere che il ragazzo fosse armato e avesse sparato per primo.

## Processo e condanna
Fu Teodoro Giaquinto, farmacista e padre del ragazzo, anch'egli simpatizzante missino a muoversi privatamente per accertare la verità sulla morte del figlio. Dopo quattro processi, il 17 aprile 1988, la corte di cassazione emise la sentenza definitiva, condannando l'agente di pubblica sicurezza Speranza per eccesso colposo di legittima difesa, mentre la famiglia di Giaquinto ricevette un indennizzo dallo Stato nel 2002.